# Larca
Larca (лат.) — род псевдоскорпионов, единственный в составе семейства Larcidae из подотряда Epiocheirata. 15 современных видов.

## Описание
Мелкие псевдоскорпионы, длина 1 — 3 мм. Анальная пластинка окружена десклеротизированной областью. Стерниты III и IV с рядом щетинок по заднему краю. Лирифиссуры XI стернита мелкие. Род Larca отличается от иногда выделяемого таксона Archeolarca исключительно по количеству трихоботрий на подвижном хелальном пальце. У Archeolarca три или четыре трихоботрии на подвижном хелальном пальце, тогда как у Larca всего две трихоботрии. Виды Larca встречаются в Европе и Северной Америке, а виды Archeolarca встречаются в Северной Америке.

## Классификация
Включает более 15 видов. Таксон был впервые выделен в 1930 году американским зоологом Джозефом Конрадом Чемберлином (1898—1962) в составе Garypidae. Но в 1992 году австралийский арахнолог Марк Харви выделил его вместе с родом Archeolarca в отдельное семейство Larcidae Harvey, 1992. В 2014 году род Archeolarca был синонимизирован с Larca.
- Larca bosselaersi Henderickx & Vets, 2002[8]
- Larca chamberlini Benedict & Malcolm, 1978[9]
- Larca fortunata Zaragoza, 2005[10]
- Larca granulata (Banks, 1891)
- Larca hispanica Beier, 1939
- Larca italica Gardini, 1983
- Larca laceyi Muchmore, 1981[11]
- Larca lata (Hansen, 1884)[12]
- Larca lucentina Zaragoza, 2005[10]
- Larca notha Hoff, 1961[13]

Виды, бывшего рода Archeolarca Hoff and Clawson, 1952
- Larca aalbui (Muchmore, 1984)[15]
- Larca cavicola (Muchmore, 1981)[11]
- Larca guadalupensis (Muchmore, 1981)
- Larca rotunda (Hoff & Clawson, 1952)[14]
- Larca welbourni (Muchmore, 1981)[11]